# Monuments nationaux de Tomislavgrad
Cet article recense les monuments nationaux situés sur le territoire de la municipalité de Tomislavgrad en Bosnie-Herzégovine et dans la fédération de Bosnie-et-Herzégovine. La liste établie par la Commission pour la protection des monuments nationaux compte 3 monuments nationaux inscrits sur la liste principale et 4 monuments inscrits sur une liste provisoire.

## Monuments nationaux
| Monument                                                | Localité     | Géolocalisation | Datation               | Commentaire éventuel                                             | Photo |
| ------------------------------------------------------- | ------------ | --------------- | ---------------------- | ---------------------------------------------------------------- | ----- |
| Mosquée de Džudža Džafer-bey Kopčić (Čaršijska džamija) | Tomislavgrad |                 | Avant 1615             | Avec son cimetière abritant environ 50 nişans (stèles ottomanes) |       |
| Nécropoles de Lipa (I, II et III)                       | Lipa         |                 | Moyen Âge              | Avec 335 stećci et 11 tombes cruciformes                         |       |
| Site archéologique de Barzonja                          | Kongora      |                 | Préhistoire, Moyen Âge | Vestiges d'un village préhistorique, nécropole avec 64 stećci    |       |

## Liste provisoire
| Monument                                 | Localité     | Géolocalisation | Datation | Commentaire éventuel                          | Photo |
| ---------------------------------------- | ------------ | --------------- | -------- | --------------------------------------------- | ----- |
| Église Saint-Michel de Tomislavgrad      | Tomislavgrad |                 |          | Église catholique                             |       |
| Église Saint-Nicolas de Tomislavgrad     | Tomislavgrad |                 |          | Église catholique, avec la maison paroissiale |       |
| Couvent franciscain de Tomislavgrad      | Tomislavgrad |                 |          |                                               |       |
| Église Saint-Jean-Baptise de Roško Polje | Roško Polje  |                 |          | Église catholique                             |       |